# Anabarskij ulus
L'Anabarskij ulus è un ulus (distretto) della Repubblica Autonoma della Jacuzia-Sacha, nella Russia siberiana orientale; il capoluogo è il villaggio (selo) di Saskylach.
Si estende nell'estrema sezione nordorientale delle Repubblica, in una zona prevalentemente pianeggiante presso la foce del fiume Anabar dal quale ha preso il nome; confina ad est con l'ulus Bulunskij e a sud con l'ulus Olenëkskij, mentre a nord si affaccia sul mare di Laptev e comprende l'isola di Bol'šoj Begičev.